# Lloyd Fredendall
Lloyd Fredendall (28 de desembre de 1883 – 4 d'octubre de 1963) va ser un general estatunidenc durant la Segona Guerra Mundial. És conegut sobretot pel seu comandament de la Força d'Assalt Central de Desembarcaments durant l'Operació Torxa, i pel seu comandament del 2n Cos durant les primeres etapes de la Campanya de Tunísia. Al febrer de 1943, mentre que estava al capdavant del 2n Cos, les seves forces van ser esclafades pel Mariscal alemany Erwin Rommel a la batalla del Pas de Kasserine. Això provocà la substitució de Fredendall pel General Patton al març de 1943. Fredendall és considerat majoritàriament com a incompetent.
El comandant britànic de Fredendall, el Tinent General Kenneth Anderson el considerava un incompetent ja abans del desastre de Kasserine. Fredendall acostumava a parlar i a donar ordres a la seva manera, anomenant la infanteria com els caminadors. En lloc de fer servir els mapes habituals, feia servir uns codis que portaven a la confusió, com el lloc que comença amb C. Això sovint portava a la confusió entre els seus subordinats, a part que feia perdre un temps preciós intentant desxifrar on es referia.
Abans de Kasserine, Fredendall va fer servir una companyia d'enginyers per construir-se un quarter general de Cos soterrat a 70 milles del front. Va separar les unitats i les va aïllar, situant-les massa llunyanes unes de les altres pel donar-se suport mútuament o separant-les de l'artilleria, l'arma més poderosa dels Estats Units.
Després de la batalla del Pas de Kasserine, el 5 de març de 1943, Eisenhower visità el quarter general del 2n Cos on es reuní amb Omar Bradley. Eisenhower li preguntà "Què en penses del comandament de tot això?" Bradley respongué "És molt dolent. He parlat amb tots els comandants de divisió. Tots han perdut la confiança en Fredendall com a comandant de cos". El 6 de març de 1943, el General George Patton rellevà a Fredendall.
Fredendall passà la resta de la guerra entrenant lleves als Estats Units.

## Carrera
- 1936-1938 – Comandant del 57è Regiment, Filipines
- 1938-1939 – Oficial executiu del Cap d'Infanteria
- 1940-1941 – Comandant de la 4a Divisió
- 1941-1943 – Comandant del 2n Cos
- 1942 – Comandant General de la Força de Desembarcament Central, Operació Torxa,
- 1943 – Comandant del XI Cos
- 1943 – Adjunt del Comandant General 2n Exèrcit
- 1943-1946 – Comandant del 2n Exèrcit
- 1943-1946 – Comandant en Cap de la Comandància Central de Defensa
- 1946 – Retirat